# Teja (dulce)
La teja es un dulce tradicional de la ciudad  peruana de Ica que consiste en un trozo de fruta o frutos secos, mayormente pecanas, relleno de manjar blanco y recubierto con una capa de fondant. De este se derivó la chocoteja, que reemplaza el fondant por  cobertura de chocolate.

## Origen del nombre
El nombre se debe a que la mano de obra que se utilizaba para hacer este dulce en las haciendas venían de la serranía, entonces los empleados al notar el parecido del dulce con los tejados de sus casas después de una nevada se hizo popularmente entre ellos decir: vamos a preparar las tejas. Luego este término paso a los hacendados que decidieron llamar así al dulce.[cita requerida]

## La chocoteja

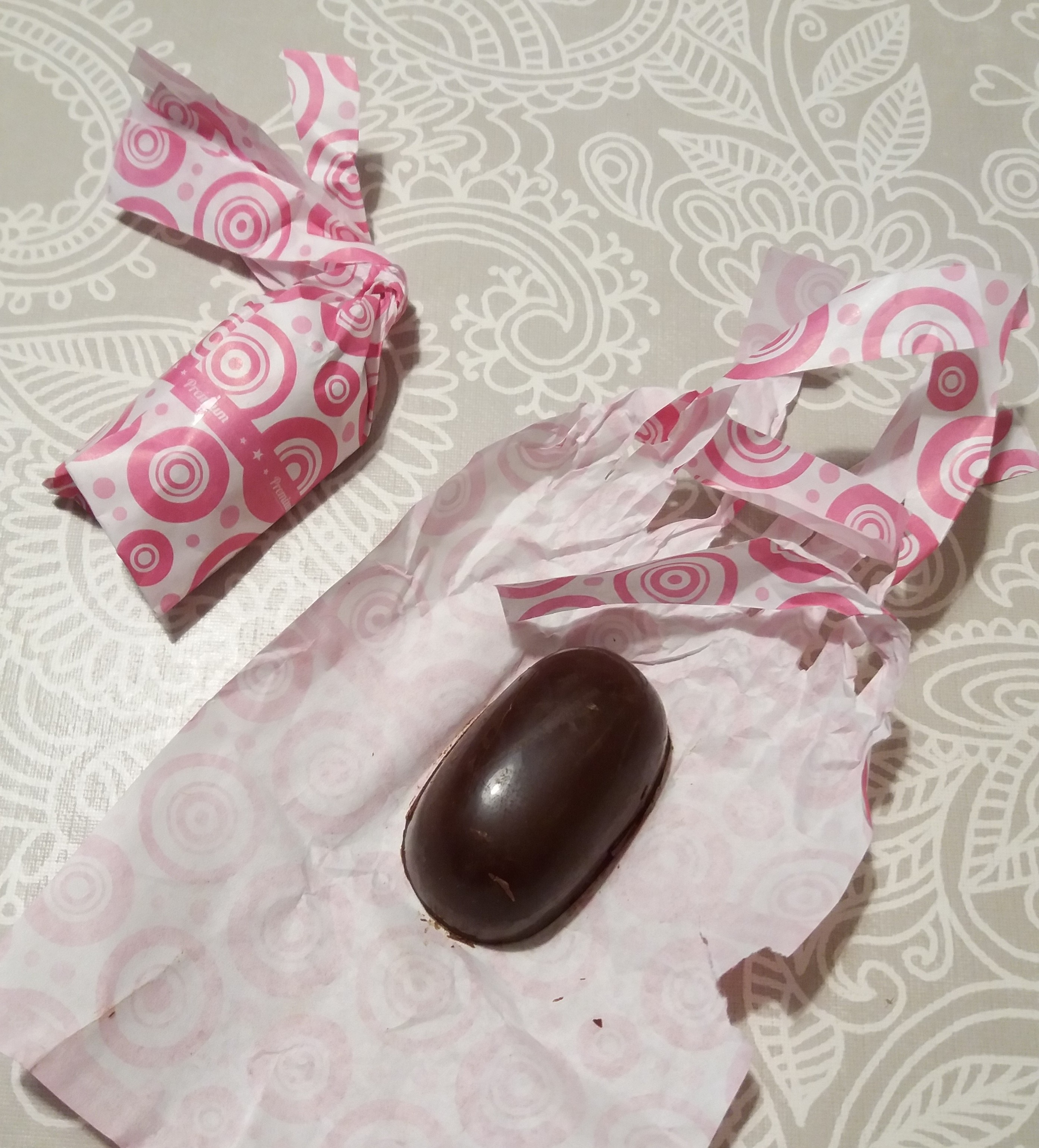
Chocotejas

La chocoteja se creó en la década de 1970, cuando la fábrica de dulces iqueña "Helena" de Helena Soler de Panizo decidió introducir el chocolate en sus fórmulas y presentaciones. Excepto en Ica, en las demás regiones del Perú es casi imposible encontrar tejas, al contrario lo que sucede con las chocotejas, elaboradas o distribuidas en todo el país gracias a la producción de D'Onofrio. Probablemente se deba a que las tejas presentan una mayor elaboración.

## Variedades del relleno
En un principio las tejas se preparaban exclusivamente de frutas confitadas, como limones, naranjas o higos. Posteriormente, en la década de 1970, se empezó a utilizar las pecanas como base de la teja iqueña. Lo que si se ha mantenido desde sus orígenes es el relleno de manjar blanco. Hay distintas variedades de tejas, según el relleno utilizado. Así tenemos los siguientes tipo de rellenos dependiendo de la cobertura que se usará:
- Azúcar: Pecanas, higos, pasas borrachas (remojadas en pisco), guindones, coco, cáscara de limón, cáscara de naranja, etc.[2]
- Chocolate: Pecanas, pasas borrachas, higos, guindones, coco y lúcuma.